# برگه‌دان مستند فراگیر

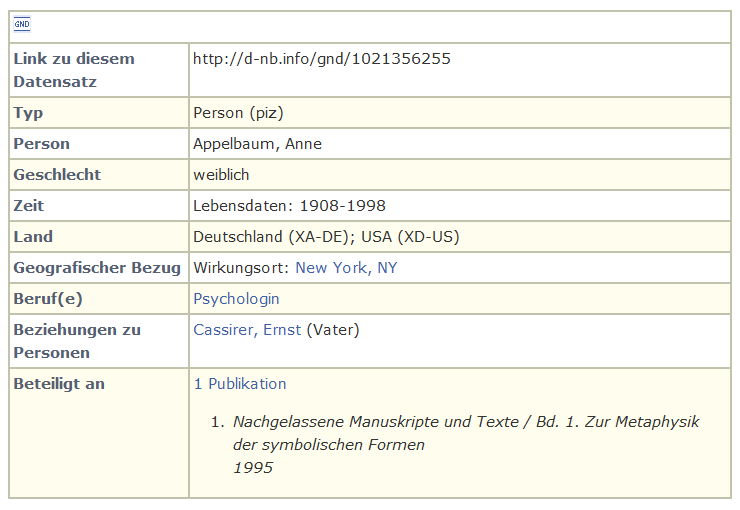
نمونه‌ای از برگه‌دان مستند فراگیر.

برگه‌دان مستند فراگیر که به‌اختصار GND خوانده می‌شود، پرونده مستند از داده‌های کتابخانه‌ای است که برای سازماندهی نام اشخاص، عنوان سرنام‌ها و شرکت‌ها در فهرست‌نویسی کاربرد دارد. اساساً از این شیوه برای سندپردازی در کتابخانه‌ها و بایگانی استفاده می‌شود.
برگه‌دان مستند فراگیر توسط کتابخانه ملی آلمان و با همکاری شبکه‌های مختلف کتابخانه‌ای مدیریت شد و تحت مجوز کریتیو کامانز صفر (مالکیت عمومی) در دسترس است.
دیگر داده‌های کتابخانه‌ای: برگه‌دان مستند مجازی بین‌المللی (VIAF)، کتابخانه کنگره Authorities (LCNAF)، Web NDL Authorities by the کتابخانه شورای ملی ژاپن (ژاپن) و LIBRIS توسط کتابخانه ملی سوئد.

## انواع اصلی برگه‌دان مستند فراگیر
شش نوع اساسی برگه‌دان مستند فراگیر:
| نوع | آلمانی (رسمی)                 | فارسی (ترجمه)  |
| --- | ----------------------------- | -------------- |
| p   | Person (individualisiert)‎     | شخص (فردی)     |
| n   | Name (nicht individualisiert)‎ | نام (غیر فردی) |
| k   | Körperschaft                  | شرکت           |
| v   | Veranstaltung                 | واقعه          |
| w   | Werk                          | اثر            |
| s   | Sachbegriff                   | موضوع سرنام    |
| g   | Geografikum                   | نام جغرافیایی  |